# Laurens Ivens
Laurens Ivens (Doetinchem, 7 maart 1977) is een Nederlands politicus. Van 2014 tot 2021 was hij wethouder in Amsterdam namens de Socialistische Partij (SP).

## Politieke loopbaan
Ivens werd in 1997 lid van de SP en in 2000 lid van het Amsterdamse afdelingsbestuur van de partij. In 2004 werd hij voorzitter van de afdeling, wat hij tot 2010 zou blijven. Bij zijn aantreden als wethouder in 2014 trad hij terug uit het afdelingsbestuur.
In maart 2006 werd Ivens gekozen tot lid van de gemeenteraad. Bij de verkiezingen van 2010 was hij lijsttrekker voor de SP in Amsterdam en van 2010 tot 2014 was hij fractievoorzitter.
In 2010 solliciteerde hij als raadslid naar de functie van directeur van GVB, het gemeentelijk vervoerbedrijf van Amsterdam. Hij wilde daarmee het hoge salaris van de GVB-directeur aan de kaak stellen. In hetzelfde jaar werd hij door stadszender AT5 uitgeroepen tot Amsterdams politicus van het jaar wegens zijn rol als 'ongekroonde oppositieleider'.
Onder leiding van Ivens ging de SP bij de gemeenteraadsverkiezingen van 2014 van drie naar zes zetels in de Amsterdamse raad. De SP onderhandelde vervolgens mee over het vormen van een coalitie. In juni 2014 werd Laurens Ivens geïnstalleerd als wethouder in een college van D66, VVD en SP. Samen met Arjan Vliegenthart was hij daarmee de eerste wethouder voor de Socialistische Partij in Amsterdam. Zijn portefeuilles waren bouwen, wonen, wijkaanpak en dierenwelzijn. Daarnaast was Ivens als wethouder verantwoordelijk voor stadsdeel Noord.
In de periode van Ivens als wethouder is in 2015 een bouwrecord behaald in Amsterdam. In een jaar werden 8376 woningen in aanbouw genomen.
In 2018 was Ivens weer lijsttrekker. Bij de verkiezingen ging de SP terug van zes naar drie zetels in de gemeenteraad. In een nieuw college met GroenLinks, PvdA, D66 en SP zette Laurens Ivens zijn wethouderschap voort. Dit keer met de portefeuilles bouwen, wonen, wijkaanpak, openbare ruimte, groen, reiniging en dierenwelzijn.
Op 5 juli 2021 trad hij terug, na herhaaldelijke klachten van vrouwelijke medewerkers omtrent verbaal grensoverschrijdend gedrag. Ivens gaf toe dat die klachten klopten. In september 2021 maakte de gemeente Amsterdam op basis van een WOB-verzoek het onderzoeksrapport naar de affaire openbaar, zij het dat grote delen ervan uit privacy-overwegingen onleesbaar zijn gemaakt.

## Persoonlijk
Ivens groeide op in Doetinchem en verhuisde in zijn studententijd naar Amsterdam. Hij studeerde van 1996 tot 2000 economie en politicologie aan de Universiteit van Amsterdam. Naast zijn politieke werk in Amsterdam was hij van 2011 tot 2014 lobbyist voor verkeersveiligheid en infrastructuur in dienst van de ANWB.